# مارکوس مائورو
مارکوس مائورو (انگلیسی: Marcos Mauro؛ زادهٔ ۹ ژانویهٔ ۱۹۹۱) بازیکن فوتبال اهل آرژانتین است که در پست مدافع میانی برای باشگاه اسپانیایی ایبیزا بازی می‌کند.